# Tofieldiaceae

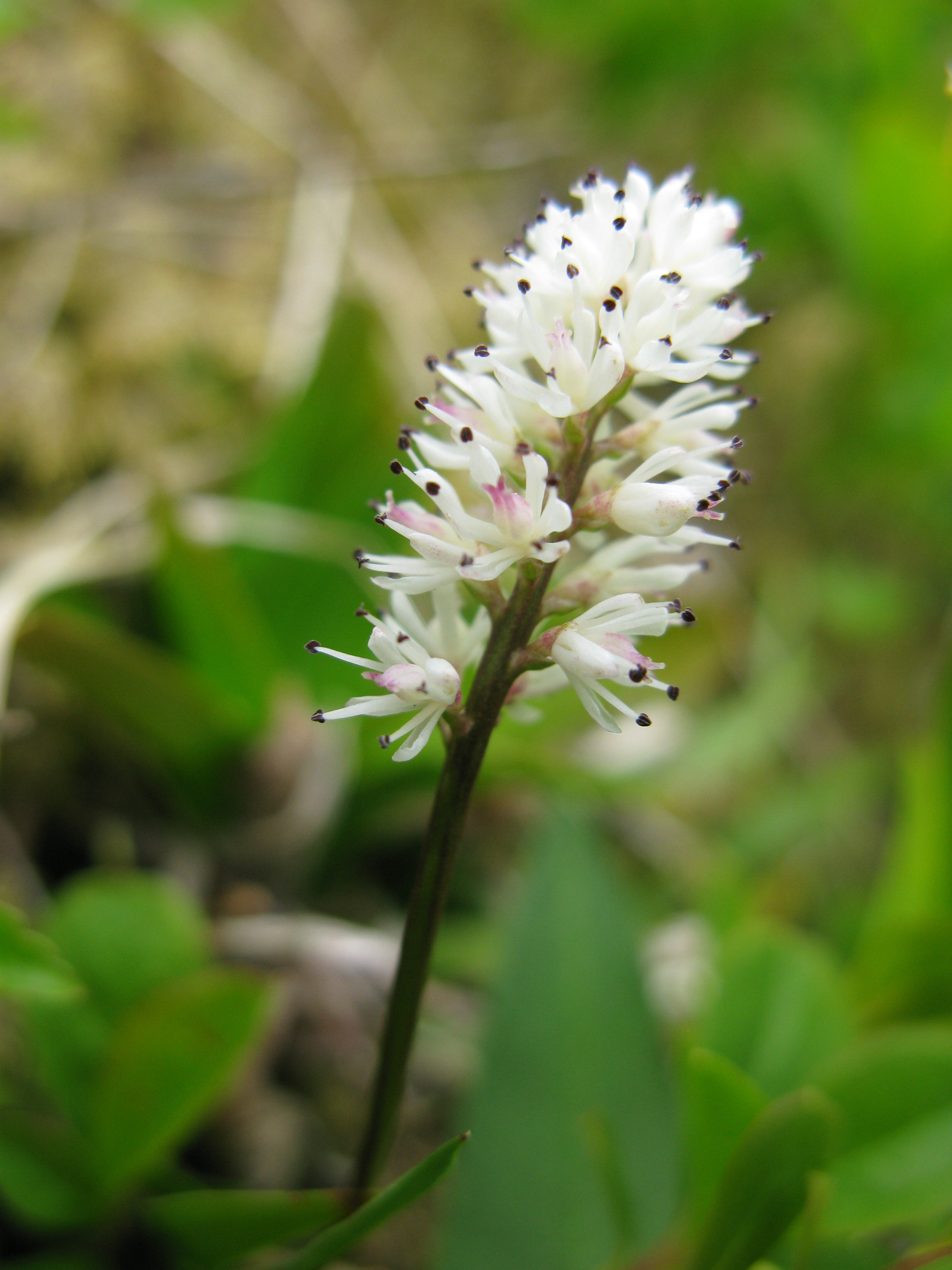
Flores de Tofieldia coccinea: gineceo, 6 estambres opuestos a los 6 tépalos, calículo.

Las tofieldiáceas (nombre científico Tofieldiaceae) son una familia de plantas monocotiledóneas distribuidas en regiones frías del hemisferio norte, que pueden ser reconocidas por sus hojas equitantes isobifaciales, sus inflorescencias racemosas, en las que usualmente hay un calículo (un cáliz simulado de brácteas o bracteolas) de 1 a 3 piezas debajo de la flor, y flores de monocotiledóneas, con los tépalos usualmente libres y cada punta de los carpelos con un estilodio claramente separado. El fruto es usualmente una cápsula septicida. La familia es reconocida por sistemas de clasificación modernos como el sistema de clasificación APG III (2009) y el APWeb (2001 en adelante), donde la ubican en el orden Alismatales.

## Taxonomía
La familia fue reconocida por el APG III (2009), el Linear APG III (2009) le asignó el número de familia 31. La familia ya había sido reconocida por el APG II (2003).
La familia consta de 3 géneros, según el APWeb:
- Harperocallis
- Pleea
- Tofieldia